# Joseph Higgins
Joseph Higgins (ur. 13 stycznia 1838 w Moyvore - zm. 16 września 1915) – irlandzki duchowny rzymskokatolicki, posługujący również w Australii. W latach 1899–1905 biskup diecezjalny Rockhampton, a następnie od 1905 aż do śmierci biskup Ballarat.

## Życiorys
Święcenia kapłańskie przyjął 29 maja 1863 w diecezji Meath w Irlandii. 11 września 1888 papież Leon XIII mianował go biskupem pomocniczym Sydney ze stolicą tytularną Antiphellus. Sakry udzielił mu 31 marca 1889 William Joseph Walsh, arcybiskup metropolita Dublina. 4 maja 1899 został przeniesiony na urząd biskupa diecezjalnego Rockhampton. 3 marca 1905 papież Pius X powierzył mu zarząd nad diecezją Ballarat. Zmarł w czasie sprawowania tego urzędu w 1915 roku, w wieku 77 lat. 